# Amazulu
Amazulu war eine britische Ska- und New-Wave-Band aus den 1980er Jahren.

## Geschichte
In den frühen 1980er Jahren fand sich diese Band mit südamerikanisch-karibischem Hintergrund, vier Frauen und ein männlicher Schlagzeuger, in England zusammen. Sie wurde von Falcon Stuart, dem Manager von Adam & The Ants, entdeckt und brachte 1983 ihre erste Single mit dem Titel Cairo heraus. Sie schaffte es zwar nicht bis in die Top 75, war aber trotzdem ein Achtungserfolg in Großbritannien. Nach zwei weiteren eher erfolglosen Singles gelang Amazulu 1985 mit Excitable der Durchbruch. Diese und die Nachfolgesingle Don’t You Just Know It, eine Coverversion des 60er-Jahre-Hits Don’t Ha Ha von den Governors, erreichten die britischen Top 20.
Mit Coverversionen setzten sie dann auch ihren Erfolg fort. Der Soul-Titel Too Good To Be Forgotten, ein Top-10-Hit der Chi-Lites aus den 1970ern, wurde in ihrer Reggae-Version nicht nur in England mit Platz 5 ihr größter Hit, damit wurde man auch international auf Amazulu aufmerksam. Ebenso wie die Neuaufnahme von Bobby Blooms Hit Montego Bay wurde das Lied in Deutschland sehr häufig im Radio gespielt und mit beiden Singles konnten sie in Deutschland bzw. in den USA in die Charts einsteigen. Ihre letzte Single Wonderful World, Beautiful People war eine Coverversion des Songs von Jimmy Cliff.
Neben den fröhlichen Reggae-Hits befassten sich Amazulu aber durchaus auch mit kritischen Themen, wie sozialen und Minderheitenproblemen. Ihr den Bandnamen tragendes Album Amazulu enthielt entsprechend auch ruhigere, weniger fröhliche Nummern. Es kam aber bei den Plattenkäufern nicht so gut an.
Unstimmigkeiten in der Band und nachlassender Erfolg führten dann nach einem letzten Top-40-Hit, Mony Mony – im Original von Tommy James & the Shondells –, 1987 zur Trennung. Die Sängerin Annie Ruddock, Lesley Beach und Sharon Bailey versuchten noch als Amazulu II an die Erfolge anzuknüpfen, was ihnen aber nicht gelang. Lediglich von Bassistin Claire Kenny hörte man danach als Begleitmusikerin von Shakespears Sister oder Sinéad O’Connor noch etwas.

## Diskografie
Alben
- Amazulu (1986)

Singles
- Cairo (1983)
- Smiley Stylee (1983)
- Moonlight Romance (1984)
- Excitable (1985)
- Don’t You Just Know It (1985)
- The Things the Lonely Do (1986)
- Too Good to Be Forgotten (1986)
- Montego Bay (1986)
- All Over the World (1986)
- Mony Mony (1987)
- Wonderful World, Beautiful People (1987)